# دوروثي مينر
دوروثي مينر (بالإنجليزية: Dorothy Miner)‏ هي محامية أمريكية، ولدت في 14 أغسطس 1936، وتوفيت في 21 أكتوبر 2008.